# Société d'archéologie, sciences, lettres et arts du département de Seine-et-Marne
La Société d'archéologie, sciences, lettres et arts du département de Seine-et-Marne est une société savante fondée à Melun le 16 mai 1864.

## Présidents
| Identité                              | Période | Période | Durée  |
| Identité                              | Début   | Fin     | Durée  |
| ------------------------------------- | ------- | ------- | ------ |
| Gaston Sénéchal (d) (1858 - 1914)     | 1904    | 1914    | 10 ans |
| Adolphe de Pontécoulant (1795 - 1882) |         |         |        |
| Alfred Maury (1817 - 1892)            |         |         |        |